# Hadena kuruschensis
Hadena kuruschensis är en fjärilsart som beskrevs av Charles Boursin 1959. Hadena kuruschensis ingår i släktet Hadena och familjen nattflyn. Inga underarter finns listade i Catalogue of Life.